# Embriagado de amor
Punch-Drunk Love, titulada en español Embriagado de amor, es una película estadounidense del año 2002, escrita y dirigida por Paul Thomas Anderson. Está protagonizada por Adam Sandler, Emily Watson, Philip Seymour Hoffman y Luis Guzmán, estos dos últimos actores regulares en las producciones de Anderson. La cinta participó en la selección oficial del Festival de Cannes de 2002. El protagonista, Adam Sandler, recibió una nominación al Globo de Oro por su papel en esta película.

## Argumento
Barry Egan (Adam Sandler) es un hombre soltero que posee un galpón, donde tiene una pequeña empresa que comercializa émbolos de inodoros temáticos y otros artículos novedosos. Tiene siete hermanas dominantes que ridiculizan y abusan emocionalmente de él regularmente, y lleva una vida solitaria, salpicada de ataques de ira y ansiedad social a tal punto que siempre parece al borde de la explosión. Un día, es testigo de un accidente automovilístico inexplicable, y uno de los autos del accidente deja en la vereda, frente a él, un armonio que Barry por curiosidad recoge y conserva. Luego se encuentra con Lena Leonard (Emily Watson), una compañera de trabajo de una de sus hermanas, Elizabeth (Mary Lynn Rajskub), que le pregunta si puede dejar su auto en el estacionamiento del galpón y guardar sus llaves. Barry, algo confundido y cansado, le niega ser el dueño pero conserva las llaves de Lena y accede a que deje su auto ahí, ya que ella está apurada. Luego sigue con su estresante trabajo, interrumpido por constantes llamadas telefónicas de sus hermanas para simplemente preguntarle si va a ir a la fiesta de cumpleaños de su hermana Rhonda, con tono burlón.
Barry va a la fiesta de cumpleaños de su hermana, donde el resto de sus hermanas lo ridiculizan. Mencionan los tiempos en que lo llamaban "chico gay" hasta que se enojaba. Sus hermanas continúan molestándolo y él reacciona enojado, rompiendo las ventanas de la casa. Luego, habla con su cuñado, que es dentista, y le pregunta si puede darle el número de teléfono de un terapeuta.
Enfrentando su soledad, Barry llama a una línea telefónica de sexo, pero, tras darle los datos de su tarjeta de crédito, la operadora intenta extorsionarlo a cambio de dinero. Barry le cuelga y desoye las advertencias de la operadora, quien envía a cuatro secuaces, que son hermanos, a cobrar. Mientras tanto la relación con Lena crece, llevándola a un restaurante en donde ella accidentalmente le recuerda todas las cosas malas que le hacían sus hermanas, por lo que él, furioso, rompe la puerta de un baño. Esto es advertido por uno de los dueños del restaurante, que lo echa del lugar. A pesar de eso, pasa un muy buen momento con Lena, llegando a besarla tras muchas vueltas.
Pero al salir de la casa de Lena, los hombres hermanos de la operadora le pegan y le persiguen, revelando que tienen su teléfono y la dirección de su casa y el galpón, y por eso como plan de escape, decide aceptar una promoción de Healty Choice, una compañía que ofrece millas de viajero para aerolíneas a cambio de comprar sus productos, por lo que Barry acumula una gran cantidad de pudínes. Sin embargo, le avisan que el premio tarda de 6 a 8 semanas en acreditarse, por lo que un Barry desesperado decide escapar igual y le dice a su colega en el galpón, Lance (Luis Guzmán), que queda a cargo del trabajo.
Aprovechando que Lena se va a Hawái en un viaje de negocios, Barry decide seguirla. Llega y llama a Elizabeth para averiguar dónde se aloja Lena. Cuando su hermana comienza a burlarse de él nuevamente, Barry se enfada y completamente enloquecido le exige que le de la información, lo que ella hace sorprendida. Lena está encantada de ver a Barry, pasan tiempo juntos y hacen el amor. Al principio, Barry explica que está en Hawái en un viaje de negocios por coincidencia, pero pronto admite que vino solo por ella. Cuando la hermana de Barry llama a Lena en Hawái, Lena le dice que no ha tenido ningún contacto con Barry, preservando fielmente su privacidad y la de él. El romance se desarrolla aún más, y Barry finalmente siente cierto alivio del aislamiento emocional que ha soportado. Además, ella le revela que lo del auto lo orquestó ella para conocerlo, ya que su hermana le había mostrado una foto suya y le había gustado. Mientras tanto, Barry intenta comunicarse con la línea telefónica sexual para solicitar que le devuelvan su dinero o se comunicará con la policía.
Cuando regresan a casa, los cuatro hermanos chocan su auto contra el de Barry, dejando a Lena levemente herida. Con su nueva vida en peligro, un Barry sorprendentemente agresivo y equilibrado lucha hábilmente contra los cuatro matones en cuestión de segundos, dejándolos fuera de combate. Queriendo asegurarse de que Lena se recupere, Barry la deja en el hospital e intenta terminar con el acoso llamando a la línea telefónica y hablando con el "supervisor" detrás de todo el plan extorsivo, que resulta ser Dean Trumbell (Philip Seymour Hoffman), el dueño de una tienda de colchones en Provo, Utah. Allí, Barry se enfrenta a Dean cara a cara. Barry intimida a Dean después de decirle que está enamorado y que eso lo hace más fuerte que nadie. El fin del acoso está implícito una vez que Dean se entera de que Barry ha venido desde California, y lo confronta en lugar de ir a la policía.
Barry regresa al apartamento de Lena, y le cuenta todo, sobre el episodio del sexo telefónico y los matones de Dean, y le ruega que lo perdone, prometiendo su lealtad y usar sus millas de viajero frecuente para acompañarla en todos los futuros viajes de negocios en solo seis a ocho semanas después de que se procesen sus millas. Ella estaba molesta porque él dejó el hospital, pero finalmente acepta y se abrazan felices. Algún tiempo después, Lena se acerca a Barry en su oficina mientras él toca el armonio, que durante todo el filme tenía curiosidad por aprender a tocarlo. Mientras está tocando una pieza, y antes de que el largometraje termine, ella mientras el toca el armonio lo abraza y le dice: "Entonces, aquí vamos".

## Reparto
- Adam Sandler como Barry Egan
- Emily Watson como Lena Leonard
- Philip Seymour Hoffman como Dean Trumbell
- Luis Guzmán como Lance
- Mary Lynn Rajskub como Elizabeth
- Robert Smigel como Walter